# Sabrina Mockenhaupt
Sabrina Mockenhaupt, née le 6 décembre 1980 à Siegen, est une athlète allemande spécialiste des courses de fond.

## Palmarès
| Date | Compétition                            | Lieu        | Résultat | Épreuve       | Temps           |
| ---- | -------------------------------------- | ----------- | -------- | ------------- | --------------- |
| 1999 | Championnats d'Europe juniors          | Riga        | 8e       | 3 000 m       | 9 min 29 s 47   |
| 1999 | Championnats d'Europe juniors          | Riga        | 4e       | 5 000 m       | 16 min 19 s 07  |
| 2001 | Coupe d'Europe des nations             | Brême       | 6e       | 3 000 m       | 9 min 07 s 96   |
| 2001 | Championnats d'Europe espoirs          | Amsterdam   | 10e      | 5 000 m       | 16 min 05 s 01  |
| 2001 | Championnats d'Europe espoirs          | Amsterdam   | 3e       | 10 000 m      | 33 min 38 s 38  |
| 2002 | Championnats d'Europe en salle         | Vienne      | 8e       | 3 000 m       | 9 min 03 s 82   |
| 2002 | Coupe d'Europe des nations             | Annecy      | 4e       | 5 000 m       | 16 min 09 s 55  |
| 2002 | Championnats d'Europe                  | Munich      | 10e      | 10 000 m      | 32 min 08 s 52  |
| 2002 | Coupe du monde des nations             | Madrid      | 7e       | 5 000 m       | 15 min 42 s 22  |
| 2003 | Coupe d'Europe des nations             | Florence    | 3e       | 3 000 m       | 8 min 57 s 69   |
| 2003 | Championnats du monde                  | Paris       | finale   | 10 000 m      | DNF             |
| 2004 | Coupe d'Europe des nations en salle    | Leipzig     | 3e       | 3 000 m       | 9 min 01 s 00   |
| 2004 | Championnats du monde en salle         | Budapest    | 7e       | 3 000 m       | 9 min 13 s 70   |
| 2004 | Coupe d'Europe des nations             | Bydgoszcz   | 3e       | 3 000 m       | 15 min 23 s 50  |
| 2004 | Jeux olympiques                        | Athènes     | 15e      | 10 000 m      | 32 min 00 s 85  |
| 2004 | Championnats d'Europe de cross-country | Heringsdorf | 5e       | Individuel    | 22 min 44 s     |
| 2005 | Championnats d'Europe en salle         | Madrid      | 3e       | 3 000 m       | 8 min 47 s 76   |
| 2005 | Coupe d'Europe du 10 000 m             | Barakaldo   | 1re      | 10 000 m      | 31 min 21 s 28  |
| 2005 | Coupe d'Europe des nations             | Florence    | 4e       | 5 000 m       | 15 min 20 s 66  |
| 2005 | Championnats du monde                  | Helsinki    | 17e      | 10 000 m      | 31 min 28 s 21  |
| 2005 | Finale mondiale de l'athlétisme        | Monaco      | 6e       | 5 000 m       | 15 min 12 s 43  |
| 2005 | Championnats d'Europe de cross-country | Tilbourg    | 2e       | Individuel    | 20 min 00 s     |
| 2006 | Coupe d'Europe des nations             | Malaga      | 4e       | 3 000 m       | 9 min 05 s 20   |
| 2006 | Championnats d'Europe                  | Göteborg    | 6e       | 5 000 m       | 15 min 11 s 38  |
| 2006 | Championnats d'Europe                  | Göteborg    | 8e       | 10 000 m      | 31 min 40 s 28  |
| 2006 | Coupe du monde des nations             | Athènes     | 6e       | 5 000 m       | 15 min 34 s 61  |
| 2007 | Championnats d'Europe en salle         | Birmingham  | 4e       | 3 000 m       | 8 min 45 s 77   |
| 2007 | Coupe d'Europe du 10 000 m             | Ferrara     | finale   | 10 000 m      | DNF             |
| 2007 | Coupe d'Europe des nations             | Munich      | 2e       | 5 000 m       | 15 min 23 s 96  |
| 2008 | Coupe d'Europe des nations en salle    | Moscou      | 3e       | 3 000 m       | 9 min 00 s 26   |
| 2008 | Coupe d'Europe des nations             | Annecy      | 6e       | 5 000 m       | 16 min 03 s 53  |
| 2008 | Jeux olympiques                        | Pékin       | 11e      | 10 000 m      | 31 min 14 s 21  |
| 2008 | Marathon de Francfort                  | Francfort   | 1re      | Marathon      | 2 h 26 min 22 s |
| 2009 | Championnats d'Europe par équipes      | Leiria      | 3e       | 5 000 m       | 15 min 37 s 67  |
| 2009 | Championnats du monde                  | Berlin      | 16e      | Marathon      | 2 h 30 min 07 s |
| 2010 | Championnats d'Europe par équipes      | Bergen      | 1re      | 5 000 m       | 15 min 17 s 38  |
| 2010 | Coupe d'Europe du 10 000 m             | Marseille   | 2e       | 10 000 m      | 31 min 23 s 86  |
| 2010 | Championnats d'Europe                  | Barcelone   | 4e       | 10 000 m      | 32 min 06 s 02  |
| 2010 | Marathon de Hambourg                   | Berlin      | 4e       | Marathon      | 2 h 26 min 21 s |
| 2011 | Championnats d'Europe par équipes      | Stockholm   | 4e       | 5 000 m       | 15 min 35 s 02  |
| 2011 | Coupe d'Europe du 10 000 m             | Oslo        | 3e       | 10 000 m      | 31 min 57 s 23  |
| 2011 | Marathon de Francfort                  | Francfort   | 9e       | Marathon      | 2 h 28 min 08 s |
| 2011 | Championnats d'Europe de cross-country | Velenje     | 3e       | Equipe        | 83 pts          |
| 2012 | Coupe d'Europe du 10 000 m             | Bilbao      | 4e       | 10 000 m      | 31 min 36 s 76  |
| 2012 | Championnats d'Europe                  | Helsinki    | 5e       | 10 000 m      | 32 min 16 s 55  |
| 2012 | Jeux olympiques                        | Londres     | 17e      | 10 000 m      | 31 min 50 s 35  |
| 2012 | Championnats du monde de SM            | Kavarna     | 11e      | Semi-marathon | 1 h 12 min 04 s |
| 2013 | Marathon de Boston                     | Boston      | 10e      | Marathon      | 2 h 30 min 09 s |
| 2013 | Coupe d'Europe du 10 000 m             | Pravetz     | 1re      | 10 000 m      | 32 min 13 s 64  |
| 2013 | Championnats d'Europe par équipes      | Gateshead   | 3e       | 5 000 m       | 15 min 40 s 94  |
| 2013 | Championnats du monde                  | Moscou      | finale   | 10 000 m      | DNF             |
| 2013 | Marathon de New-York                   | New York    | 7e       | Marathon      | 2 h 29 min 10 s |
| 2014 | Championnats d'Europe par équipes      | Brunswick   | 9e       | 5 000 m       | 15 min 58 s 47  |
| 2014 | Championnats d'Europe                  | Zurich      | 6e       | 10 000 m      | 32 min 30 s 49  |
| 2014 | Championnats d'Europe                  | Zurich      | finale   | Marathon      | DNF             |
| 2015 | Marathon de Hambourg                   | Hambourg    | 6e       | Marathon      | 2 h 32 min 41 s |
| 2015 | Jeux mondiaux militaires               | Mungyeong   | 3e       | 5 000 m       | 15 min 35 s 75  |
| 2015 | Marathon de Valence                    | Valence     | 4e       | Marathon      | 2 h 34 min 44 s |
| 2017 | Coupe d'Europe du 10 000 m             | Minsk       | 4e       | 10 000 m      | 32 min 46 s 37  |
| 2018 | Coupe d'Europe du 10 000 m             | Londres     | 18e      | 10 000 m      | 33 min 00 s 95  |

## Records

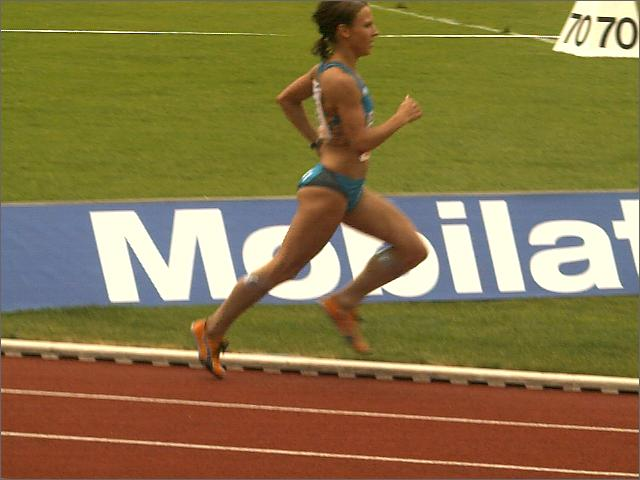
Sabrina Mockenhaupt à Bochum en 2004

| Épreuve       | Épreuve   | Temps           | Lieu              | Date              |
| ------------- | --------- | --------------- | ----------------- | ----------------- |
| 3 000 m       | Plein     | 8 min 44 s 65   | Bergisch Gladbach | 14 août 2003      |
| 5 000 m       | Plein air | 14 min 59 s 88  | Coblence          | 20 mai 2009       |
| 10 000 m      | Plein air | 31 min 14 s 21  | Pékin             | 15 août 2018      |
| Semi-marathon | Plein air | 1 h 08 s 45 s   | Berlin            | 5 avril 2009      |
| Marathon      | Plein air | 2 h 26 min 21 s | Berlin            | 26 septembre 2010 |

### Championnats d'Europe de cross-country
- Championnats d'Europe de cross-country de 2005 à Tilbourg ( Pays-Bas)
  -  Médaille d'argent sur 6500 m